# Crossopalpus curvipes
Crossopalpus curvipes är en tvåvingeart som först beskrevs av Johann Wilhelm Meigen 1822.  Crossopalpus curvipes ingår i släktet Crossopalpus och familjen puckeldansflugor. Arten är reproducerande i Sverige. Inga underarter finns listade i Catalogue of Life.

## Bildgalleri

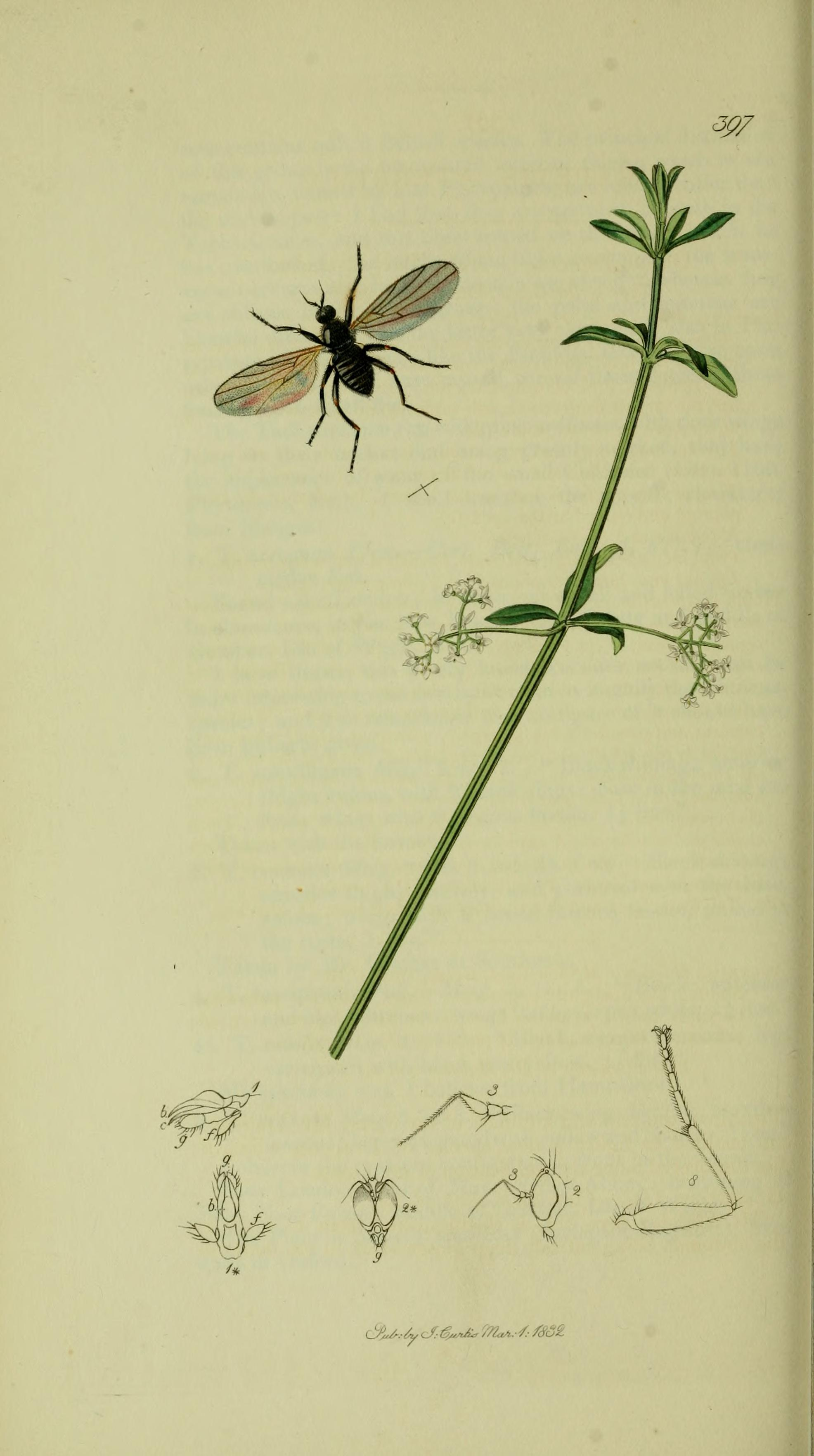